# Bruce Kleiner

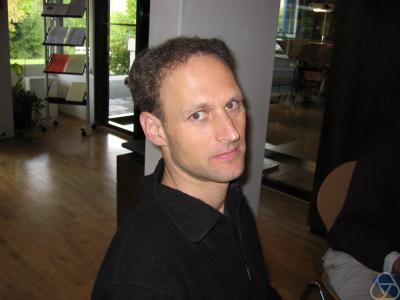
Bruce Kleiner in Oberwolfach, 2004

Bruce Alan Kleiner ist ein US-amerikanischer Mathematiker.

## Leben
Kleiner studierte an der University of California, Berkeley (Bachelor-Abschluss 1985), wo er 1990 bei Wu-Yi Hsiang promovierte (Riemannian Four-Manifolds with Nonnegative Curvature and Continuous Symmetry). Danach lehrte er an der University of Pennsylvania, der University of Utah (als Associate Professor 1998), der University of Michigan, der Yale University. Er ist zurzeit Professor an der New York University.
Kleiner beschäftigt sich mit Differentialgeometrie, unter anderem auch dem Ricci-Fluss, einem wesentlichen Bestandteil von Grigori Perelmans Beweis der Poincaré-Vermutung. Er war mit John Lott Mitglied eines von drei Teams, die Perelmans Beweis bestätigten, ihn dazu detailliert untersuchten und Lücken ausfüllten. Daneben beschäftigt er sich mit geometrischer Analysis und geometrischer Gruppentheorie. Mit Bernhard Leeb bewies er die auf Grigori Alexandrowitsch Margulis zurückgehende Vermutung, dass Quasi-Isometrien zwischen symmetrischen Räumen vom Rang {\displaystyle \geq 2} nach Reskalierung endlichen Abstand von einer Isometrie haben.
2007 fand er einen vereinfachten Beweis von Gromows Satz über Gruppen polynomialen Wachstums. Mit Jeff Cheeger schrieb er grundlegende Arbeiten zur Analysis auf metrischen Räumen.
Kleiner war Sloan Research Fellow, Clay Research Fellow und Invited Speaker auf dem Internationalen Mathematikerkongress (ICM) 2006 (The asymptotic geometry of negatively curved spaces: uniformization, geometrization and rigidity) und 2022 (Developments in 3 dimensional Ricci flow since Perelman). 2013 erhielt er gemeinsam mit John Lott den NAS Award for Scientific Reviewing.

## Schriften
- mit Bernhard Leeb: Rigidity of quasi-isometries for symmetric spaces and Euclidean buildings. In: Institut des Hautes Etudes Scientifiques. Publications Mathématiques. Band 86, 1997, S. 115–197, doi:10.1007/BF02698902.
- mit Mario Bonk: Quasisymmetric parametrizations of two-dimensional metric spheres. In: Inventiones Mathematicae. Band 150, Nr. 1, 2002, S. 127–183, doi:10.1007/s00222-002-0233-z.
- The asymptotic geometry of negatively curved spaces: uniformization, geometrization and rigidity. In: Marta Sanz-Solé, Javier Soria, Juan Luis Varona, Joan Verdera (Hrsg.): Proceedings of the International Congress of Mathematicians. Madrid, August 22–30, 2006. Band 2: Invited lectures. European Mathematical Society, Zürich 2006, ISBN 3-03719-022-1, S. 743–768, (online).
- mit John Lott: Notes on Perelman’s Papers. 2006. In: Geometry & Topology. Band 12, Nr. 5, 2008, S. 2587–2855, doi:10.2140/gt.2008.12.2587, arxiv:math/0605667.
- A new proof of Gromov’s theorem on groups of polynomial growth. 2007. In: Journal of the American Mathematical Society. Band 23, Nr. 3, 2010, S. 815–829, doi:10.1090/S0894-0347-09-00658-4, arxiv:0710.4593.
- mit Jeff Cheeger: Differentiating maps into {\displaystyle L^{1}}, and the geometry of BV functions. In: Annals of Mathematics. Serie 2, Band 171, Nr. 2, 2010, S. 1347–1385, doi:10.2307/20752240.
- mit John Lott: Singular Ricci flows I. In: Acta Mathematica. Band 219, Nr. 1, 2017, S. 65–134, doi:10.4310/ACTA.2017.v219.n1.a4.